# Комсомол (Баймакский район)
Комсомол (баш. Комсомол) — деревня в Зилаирском сельсовете Баймакского района  Республики Башкортостан России.
С 2005 года имеет современный статус, с 2007 года носит современное название.

## Географическое положение
Расстояние до:
- районного центра (Баймак): 56 км,
- центра сельсовета (Ургаза): 11 км,
- ближайшей железнодорожной станции (Сибай): 73 км.

## История
Населенный пункт основан в 1929 г., как Комсомольское отделение Зилаирского зерносовхоза Таналыкской волости Зилаирского кантона БАССР. С 20 августа 1930 г. по 20 сентября 1933 г. деревня Комсомол находилась в составе Баймурзинского сельсовета Баймак-Таналыкского района БАССР, С 20 сентября 1933 г. по 1941 г. — в составе Баймурзинского сельсовета Баймакского района БАССР, с 1941 г. по 12 июля 1993 г. — в составе Зилаирского сельсовета Баймакского района. БАССР, с 12 июля 1993 г. по настоящее время находится в составе Зилаирского сельсовета Баймакского района РБ.
Статус деревни, сельского населённого пункта, посёлок получил согласно Закону Республики Башкортостан от 20 июля 2005 года № 211-з «О внесении изменений в административно-территориальное устройство Республики Башкортостан в связи с образованием, объединением, упразднением и изменением статуса населенных пунктов, переносом административных центров», ст.1:

6. Изменить статус следующих населенных пунктов, установив тип поселения - деревня:
 
5)  в Баймакском районе:…

ж) поселка Комсомольского отделения Зилаирского сельсовета
В соответствии с постановлением Государственного Собрания — Курултая РБ № 60 от 9 февраля 2008 г. деревня Комсомольского отделения Зилаирского сельсовета переименована в деревню Комсомол.

## Население
| 2002 | 2009 | 2010 |
| ---- | ---- | ---- |
| 273  | ↘268 | ↘222 |

Национальный состав
Согласно переписи 2002 года, преобладающие национальности: русские (52 %) и башкиры (37 %)